# Sử thi các dân tộc Việt Nam
Trong các dân tộc thiểu số Việt Nam chỉ có một vài dân tộc được phát hiện là có sử thi. Ở Tây Nguyên, Viện Khoa học Xã hội Việt Nam đã sưu tầm và phát hiện 622 tác phẩm sử thi tại hơn 1.000 buôn/bon, làng, plây của 35 huyện, thị xã, thành phố, thuộc các dân tộc Ê Đê, Gia Rai, M'Nông, Ba Na, Chăm, Xtiêng, Raglai,... Năm 2007, một bộ sách Kho tàng sử thi Tây Nguyên đã được xuất bản gồm 75 tác phẩm, được in trong 62 tập với tổng số 60.400 trang sách. Đây được xem là bộ sách đồ sộ nhất Việt Nam từ trước đến nay về văn hóa dân gian của Tây Nguyên.

## Các thể loại sử thi dân gian Việt Nam
1. Sử thi thần thoại: kể về sự hình thành thế giới, sự ra đời của muôn loài, sự hình thành các dân tộc và các vùng cư trú của họ, sự xuất hiện nền văn minh buổi đầu.
2. Sử thi anh hùng: kể về cuộc đời và sự nghiệp của các tù trưởng anh hùng, trong loại này, sử thi "Đăm Săn" được biết đến hơn cả.

## Các tác phẩm
Sử thi các dân tộc thiểu số:
- Binh con Mănh xin làm vợ Yang
- Bya Linh Koong
- Bya Phu và Đăm Kóp
- Chàng Tiăng bán tượng gỗ
- Con cháu mẹ Chép, Cây nêu thần
- Con đỉa nuốt bon Tiăng
- Con khỉ ăn gian
- Chi Bri-Chi Brít
- Cướp chăn lêng của Jrêng, Lêng con Ôt
- Cướp chiêng cổ bon Tiăng
- Dyông Dư
- Dyông Kman
- Dyông Knoa
- Dyông Wiwin
- Đam San
- Đam Dyông
- Đăm Đon
- Đăm Moi
- Đánh cá hồ Nglau Lăch
- Đẻ đất đẻ nước
- Giông, Giơ mồ côi từ nhỏ
- Giông làm nhà mồ
- Hai chị em Dyông
- Khan Đam Kteh M'Lan
- Kră, Năng cướp Bing, Kông con Lông
- Leng bị bắt cóc
- Linh Hrik
- Lấy hoa bạc, hoa đồng
- Lêng nghịch đá thần của Yang
- Lêng, Kong, M'Bong lấy ché vôi trắng
- Mùa rẫy bon Teng
- Nàng Ji Dết L'Nghê
- Ốt Drông
- Thuốc cá ở hồ Bầu Trời, Mặt Trăng
- Thần N'Tôch bị đánh
- Tiăng lấy ché R'Lung chim phượng hoàng ở bon Kla
- Udai-Ujà
- Xing Chơ Nga
- Xinh Nhã
- Yang bán vợ
- Yang đánh em
- Yơng, Yang lấy ống bạc tượng người